# Мишин, Иван Иванович
Ива́н Ива́нович Ми́шин (9 [22] октября 1909; село Перехожее, Орловская губерния — 5 июня 1981, Москва) — Герой Советского Союза (1941), полковник (1941).

## Биография
Родился 9 (22) октября 1909 года в селе Перехожее Малоархангельского уезда Орловской губернии. Окончил 7 классов школы и школу ФЗУ в городе Енакиево (Донецкая область, Украина).
В армии с августа 1930 года. В 1933 году окончил Киевскую артиллерийскую школу. Служил в артиллерии командиром взвода, начальником разведки полка и командиром батареи (в Белорусском военном округе).
Участник Великой Отечественной войны: с июня 1941 года — командир батареи гаубичного артиллерийского полка, в июле 1942 — мае 1943 — командир дивизиона 795-го артиллерийского полка. Воевал на Западном фронте. Участвовал в оборонительных боях в Белоруссии, Ржевско-Сычёвской операции и боях на ржевско-вяземском направлении.
В июле-августе 1943 — заместитель командира 252-го миномётного полка, в августе 1943 — июле 1944 — заместитель командира 534-го миномётного полка. Воевал на Ленинградском фронте. Участвовал в обороне Ленинграда и Ленинградско-Новгородской операции. 11 апреля 1944 года был ранен, но остался в строю. В декабре 1944 года окончил Высшую офицерскую артиллерийскую школу (город Семёнов Горьковской области). С декабря 1944 года — командир 413-го миномётного полка (1-й Белорусский фронт). Участвовал в Висло-Одерской и Берлинской операциях.
Особо отличился в Висло-Одерской операции. В ходе ожесточённых боёв 14-15 января 1945 года умело управлял огнём полка с передового наблюдательного пункта, обеспечивая прорыв сильно укреплённой обороны противника на пути к реке Одер. Обеспечил непрерывную огневую поддержку стрелковых частей при форсировании Одера у деревни Альт-Блессин (северо-западнее города Костшин-на-Одере, Польша). В период 5-19 февраля 1945 года полк под его командованием на кюстринском плацдарме нанёс противнику значительный урон в живой силе и технике.
За умелое командование полком и проявленные мужество и героизм Указом Президиума Верховного Совета СССР от 31 мая 1945 года подполковнику Мишину Ивану Ивановичу присвоено звание Героя Советского Союза с вручением ордена Ленина и медали «Золотая Звезда».
После войны продолжал командовать миномётным полком. В 1947 году окончил Ленинградскую высшую офицерскую артиллерийскую школу. Служил командиром миномётного полка (в Приморском военном округе). С марта 1950 года по февраль 1953 года был начальником военно-учебного центра Одесского областного оргкомитета ДОСААФ. С 1953 года — заместитель командира гаубичного артполка (в Туркестанском и Прикарпатском военных округах). С декабря 1954 года полковник И. И. Мишин — в запасе.
Жил в Москве. Умер 5 июня 1981 года. Похоронен на Кунцевском кладбище в Москве.

## Награды
- Герой Советского Союза (31.05.1945);
- орден Ленина (31.05.1945);
- три ордена Красного Знамени (19.07.1944; 26.02.1945; 195..);
- орден Отечественной войны 2-й степени (11.05.1944);
- орден Красной Звезды (1947);
- медали;
- польская медаль.